# Christian Morgenstern (pisarz)
Christian Otto Josef Wolfgang Morgenstern (ur. 6 maja 1871 w Monachium; zm. 31 marca 1914 w Meran) – niemiecki poeta, tłumacz, dziennikarz. Syn malarza Carla Ernsta Morgensterna.

## Życiorys
Studiował ekonomię i archeologię we Wrocławiu/Breslau. W 1893 zachorował ciężko na płuca, co zmusiło go do częstych pobytów w Szwajcarii. 1894 przerwał studia i przeniósł się do Berlina. Tam dołączył do grupy pisarzy i myślicieli tworzących tzw. Krąg z Friedrichshagen (Friedrichshagener Dichterkreis). Został współpracownikiem Tägliche Rundschau i pisma naturalistów berlińskich Freie Bühne. Od 1897 tłumaczył dzieła Strindberga i Ibsena.  Był redaktorem w wydawnictwie Felix Bloch Erben, tam publikował własne wiersze. 1903-1905 redagował pismo Theater poświęcone problemom reformy sztuki dramatycznej.  

## Twórczość
Za życia Morgensterna ukazało się w druku 15 różnych zbiorów wierszy. Niektórzy badacze  wskazują na to, że Morgenstern to nie tylko autor słynnych humorystyczno-groteskowych,  opartych na grze słów Pieśni szubienicznych. Jego twórczość obejmuje również poezję melancholijno-refleksyjną, subtelne wiersze o przyrodzie, mistyczną lirykę czy też  wierszyki dla dzieci. Ale o ile jego "poważniejsze" utwory uległy w dużym stopniu zapomnieniu, nadal popularne są jego utwory "humorystyczne".  
1905 utworzył w berlińskich kawiarniach  stowarzyszenie Galgenbrüder (Stowarzyszenie Wisielców). Humorystyczne wiersze Morgensterna z cyklu Galgenlieder były aranżowane muzycznie i wykonywane przez berlińskich aktorów. Książkowe wydanie Galgenlieder (1905) odniosło ogromny sukces czytelniczy.   
Jego humoreski zostały przetłumaczone na inne języki, m.in.: język angielski, francuski, włoski, hiszpański, hebrajski, czeski, esperanto,  polski.   
Morgenstern zaliczany jest najczęściej do neoromantyków. Był autorem małych form literackich: aforyzmy, epigramy, liryka, skecze kabaretowe.   
W poezji Morgensterna widoczne są inspiracje filozofią Nietzschego, humor Zarathustry jako najwyższa wolność ducha, pochwała odejścia od wielkich systemów nauki.  
W Polsce jego utwory były drukowane w "Szpilkach". "Karuzeli", "Przemianach"  (m.in. "Przemiany" 1957, nr 28). Tłumaczką jego twórczości na język polski jest prof. Teresa Kowalska.  

## Dzieła

### Opublikowane za życia autora
- 1895 – In Phantas Schloss.
- 1897 – Auf vielen Wegen.
- 1897 – Horatius travestitus[5].
- 1898 – Ich und die Welt.
- 1900 – Ein Sommer.
- 1902 – Und aber ründet sich ein Kranz.
- 1905 – Galgenlieder.
- 1906 – Melancholie.
- 1908 – Osterbuch.
- 1910 – Palmström.
- 1910 – Einkehr.
- 1911 – Ich und du.
- 1914 – Wir fanden einen Pfad

### Wydania uzupełnione, poszerzone lub zmienione ze spuścizny
- 1916 – Palma Kunkel.
- 1918 – Stufen.
- 1919 – Der Gingganz.
- 1919 – Epigramme und Sprüche.
- 1920 – Der Melderbaum.
- 1921 – Über die Galgenlieder.
- 1921 – Klein Irmchen.
- 1927 – Mensch Wanderer.
- 1928 – Die Schallmühle.
- 1938 – Böhmischer Jahrmarkt
- 1941 – Klaus Burrmann, der Tierweltphotograph.
- 1941 – Das aufgeklärte Mondschaf. Achtundzwanzig Galgenlieder und deren gemeinverständliche Deutung durch Jeremias Mueller
- 1943 – Liebe Sonne, liebe Erde. Ein Kinderliederbuch.
- 1950 – Egon und Emilie. Neuausgabe der Grotesken und Parodien.
- 1951 – Sausebrand und Mausbarbier. Oldenburg: Stalling
- 1952 – Christian Morgenstern. Ein Leben in Briefen
- 1962 – Alles um des Menschen Willen. Gesammelte Briefe

## Opracowania
- Michael Bauer (1933): Christian Morgensterns Leben und Werk. München: R. Piper & Co Verlag.
- Reinhard Piper (1978): Erinnerungen an meine Zusammenarbeit mit Christian Morgenstern. München und Zürich: R. Piper & Co Verlag.